# Còrps
Còrps (en francès Corps) és un municipi francès situat al departament de la Isèra i a la regió d'Alvèrnia-Roine-Alps. L'any 2007 tenia 456 habitants.

## Demografia

### Població
El 2007 la població de fet de Corps era de 456 persones. Hi havia 192 famílies de les quals 72 eren unipersonals (44 homes vivint sols i 28 dones vivint soles), 60 parelles sense fills, 44 parelles amb fills i 16 famílies monoparentals amb fills.
La població ha evolucionat segons el següent gràfic:
Habitants censats

### Habitatges
El 2007 hi havia 427 habitatges, 198 eren l'habitatge principal de la família, 220 eren segones residències i 9 estaven desocupats. 339 eren cases i 86 eren apartaments. Dels 198 habitatges principals, 115 estaven ocupats pels seus propietaris, 68 estaven llogats i ocupats pels llogaters i 15 estaven cedits a títol gratuït; 2 tenien una cambra, 26 en tenien dues, 38 en tenien tres, 59 en tenien quatre i 73 en tenien cinc o més. 89 habitatges disposaven pel capbaix d'una plaça de pàrquing. A 108 habitatges hi havia un automòbil i a 44 n'hi havia dos o més.

### Piràmide de població
La piràmide de població per edats i sexe el 2009 era:
| Homes | Edats   | Dones |
| ----- | ------- | ----- |
| 0     | 95 o +  | 4     |
| 0     | 90 a 94 | 4     |
| 12    | 85 a 89 | 8     |
| 0     | 80 a 84 | 16    |
| 16    | 75 a 79 | 24    |
| 8     | 70 a 74 | 20    |
| 4     | 65 a 69 | 8     |
| 16    | 60 a 64 | 4     |
| 24    | 55 a 59 | 20    |
| 12    | 50 a 54 | 12    |
| 16    | 45 a 49 | 20    |
| 8     | 40 a 44 | 4     |
| 16    | 35 a 39 | 20    |
| 16    | 30 a 34 | 16    |
| 8     | 25 a 29 | 20    |
| 12    | 20 a 24 | 0     |
| 16    | 15 a 19 | 12    |
| 8     | 10 a 14 | 12    |
| 8     | 5 a 9   | 12    |
| 8     | 0 a 4   | 12    |

## Economia
El 2007 la població en edat de treballar era de 265 persones, 190 eren actives i 75 eren inactives. De les 190 persones actives 173 estaven ocupades (99 homes i 74 dones) i 17 estaven aturades (8 homes i 9 dones). De les 75 persones inactives 26 estaven jubilades, 16 estaven estudiant i 33 estaven classificades com a «altres inactius».

### Ingressos
El 2009 a Corps hi havia 193 unitats fiscals que integraven 397 persones, la mediana anual d'ingressos fiscals per persona era de 16.190 €.

### Activitats econòmiques
Dels 50 establiments que hi havia el 2007, 1 era d'una empresa extractiva, 2 d'empreses alimentàries, 1 d'una empresa de fabricació de material elèctric, 3 d'empreses de fabricació d'altres productes industrials, 2 d'empreses de construcció, 12 d'empreses de comerç i reparació d'automòbils, 3 d'empreses de transport, 10 d'empreses d'hostatgeria i restauració, 2 d'empreses d'informació i comunicació, 2 d'empreses financeres, 1 d'una empresa immobiliària, 2 d'empreses de serveis, 6 d'entitats de l'administració pública i 3 d'empreses classificades com a «altres activitats de serveis».
Dels 13 establiments de servei als particulars que hi havia el 2009, 1 era una oficina d'administració d'Hisenda pública, 1 gendarmeria, 1 oficina de correu, 1 una oficina bancària, 2 tallers de reparació d'automòbils i de material agrícola, 1 establiment de lloguer de cotxes, 1 fusteria, 1 electricista, 1 perruqueria i 3 restaurants.
Dels 6 establiments comercials que hi havia el 2009, 2 eren botiges de menys de 120 m², 1 una fleca, 2 carnisseries i 1 una botiga de roba.
L'any 2000 a Corps hi havia 7 explotacions agrícoles.

## Equipaments sanitaris i escolars
L'únic equipament sanitari que hi havia el 2009 era una farmàcia.
El 2009 hi havia una escola elemental.

## Poblacions més properes
El següent diagrama mostra les poblacions més properes.